# Harasta
Harasta (en arabe : ميادين), également Harasta al-Bassal, est une ville du gouvernorat de Rif Dimachq, en Syrie, chef-lieu du canton (nahié) éponyme. Elle se situe au sud-ouest du pays, dans la banlieue au nord-est de Damas, la Ghouta orientale, à 702 mètres d'altitude. Elle dépend administrativement du district de Douma. Sa population en 2007 était de 34 184 personnes.

## Historique
Le quartier est créé par Hafez el-Assad en 1982 pour y loger les officiers de l'armée, essentiellement alaouites, et leurs familles. Le quartier est donc réputé comme étant plutôt favorable au régime. La ville comporte également un hôpital militaire, connu pour être un haut lieu de la répression gouvernementale, ainsi qu'une prison militaire, devenant l'un des principaux centres de torture de la région de Damas,. 
Lors de la révolution syrienne en 2011, dans le contexte des printemps arabes, la Ghouta orientale devient un haut lieu de manifestations, avec parfois des cortèges reliant Douma à Harasta le vendredi.
Début 2012, après la répression du régime et plusieurs massacres, la ville passe sous le contrôle des rebelles au début de 2012. En mars et octobre 2012, Harasta subit des bombardements et frappes aériennes intensifs du régime, tuant des dizaines d'habitants, ainsi qu'une attaque chimique, très probablement au sarin, le 19 novembre. En août 2013, les rebelles reprennent différents points clés de la ville. La ville, ainsi que les villes voisines, dont Douma, sont assiégées par le régime d'octobre 2013 à mars 2018. Au début du siège, un tunnel permet cependant de relier Harasta à la Ghouta occidentale.
Dans les zones sous contrôle gouvernemental, des avancées rebelles sont signalées en janvier 2014. Elle est la cible de nouvelles attaques chimiques en avril 2014. Le territoire de Harasta change de mains à plusieurs reprises lors de l'offensive du Rif Dimashq en septembre et octobre 2015. Les rebelles sont expulsés d'une partie de la ville en février 2016.
La ville fait l'objet de nombreux bombardements, y compris sur des civils, qui s'intensifient lors de la bataille de la Ghouta orientale de 2017-2018, y compris une attaque au sarin le 18 novembre 2017. La ville est reprise par le régime fin mars 2018. Plusieurs dizaines de milliers d'habitants de la Ghouta orientale sont alors déplacés vers le nord de la Syrie.

## Population
| 1981   | 2003   | 2013   |
| ------ | ------ | ------ |
| 25 657 | 36 441 | 45 974 |